# PBC CSKAモスクワ
PBC CSKAモスクワ（PBC チェスカ・モスクワ、ロシア語: ПБК ЦСКА Москва, 英語: PBC CSKA Moscow）は、ロシアのモスクワを本拠地とするバスケットボールクラブである。1923年創設。ユーロリーグでも8回優勝歴のある強豪チームである。
バスケットボール以外にもサッカー、アイスホッケー部門が世界的に有名である。

## 主な成績
ソ連リーグ／スーパーリーグ
- 優勝: 1944–45, 1959–60, 1960–61, 1961–62, 1963–64, 1964–65, 1965–66, 1968–69, 1969–70, 1970–71, 1971–72, 1972–73, 1973–74, 1975–76, 1976–77, 1977–78, 1978–79, 1979–80, 1980–81, 1981–82, 1982–83, 1983–84, 1987–88, 1989–90, 1992, 1992–93, 1993–94, 1994–95, 1995–96, 1996–97, 1997–98, 1998–99, 1999–00, 2002–03, 2003–04, 2004–05, 2005–06, 2006–07, 2007–08, 2008–09, 2009–10, 2010–11, 2011–12, 2012–13, 2013–14, 2014–15, 2015–16, 2016–17, 2017–18

ソ連カップ／ロシアカップ
- 優勝: 1971–72, 1972–73, 1981–82, 2004–05, 2005–06, 2006–07, 2009–10

欧州チャンピオンズカップ／ユーロリーグ
- 優勝: 1960–61, 1962–63, 1968–69, 1970–71, 2005–06, 2007–08, 2015–16, 2018–19

VTBユナイテッドリーグ
- 優勝: 2008, 2009–10, 2011–12, 2012–13, 2013–14, 2014–15, 2015–16, 2016–17, 2017–18

## 主な歴代所属選手
- アンドレイ・キリレンコ
- セルゲイ・モニア
- オスカー・トーレス
- トラジャン・ラングドン
- ヴィクター・アレクサンダー
- セオドロス・パパルーカス
- ニコラス・ジシス
- ニコス・ハツィブレタス
- ラムーナス・シシュカウスカス 2007–2012
- デビッド・アンダーセン 1998-1999